# Elena Belci
Elena Belci Dal Farra (Torino, 31 maggio 1964) è un'ex pattinatrice di velocità su ghiaccio italiana.

## Biografia
Sposata con Carlo Dal Farra, suo ex allenatore, vive a Balconi di Pescantina, Verona.

### Carriera
Nei decenni '80 e '90 è la migliore atleta italiana sulla lunga distanza.
Per 15 volte infatti è Campione italiano pista lunga (1979, 1984 e dal 1986 al 1998).
Nel 1983 prende parte per la prima volta agli Europei.
Nel 1990 è medaglia d'argento nei 5.000 metri nella Coppa del Mondo di pattinaggio di velocità a Calgary in Canada.
Nel 1994 ai Giochi olimpici invernali di Lillehammer (Norvegia) giunge quarta nei 5.000 metri, mentre si classifica sesta, con il record italiano nei 3.000 metri, ma viene successivamente squalificata per aver intralciato un'atleta.
Nel 1996 è medaglia di bronzo nei 5.000 metri ai mondiali di pattinaggio di velocità su distanza singola ad Hamar.

## Palmarès

### Mondiali distanza singola
- 1 medaglia
  - 1 bronzo (5000m a Hamar 1996)